# Dasyatis guttata
Dasyatis guttata är en rockeart som först beskrevs av Marcus Élieser Bloch och Johann Gottlob Theaenus Schneider 1801.  Dasyatis guttata ingår i släktet Dasyatis och familjen spjutrockor. IUCN kategoriserar arten globalt som otillräckligt studerad. Inga underarter finns listade i Catalogue of Life.